# Tello
Tello es un municipio colombiano ubicado en el departamento de Huila. Se caracteriza por su extensa llanura comprendida entre el río Magdalena y el pie de la cordillera oriental hasta sus cimas, con más de 3000 m s. n. m., regados por las aguas de los ríos Fortalecillas y Villavieja. Su extensión territorial es de 589 km², su altitud es de 575 m s. n. m. y su clima es cálido con una temperatura promedio de 26 °C.
Cuenta con una población de 14.536 habitantes de acuerdo con proyección del DANE para año 2019. El municipio está localizado en la parte noreste del departamento (Región SubNorte). Su economía se basa en la producción agrícola y la actividad ganadera. Las frutas como la uva, que registra los más altos niveles de calidad, el banano del cual se produce el 91% del total del departamento, complementan su economía que es considerada la base del desarrollo de la región. Es conocido como « El Viñedo del Huila»

## Toponimia
Tello, en honor del prócer José María Tello, coronel de las guerras de Independencia.

## División Político-Administrativa
Además de su Cabecera municipal. Tello tiene bajo su jurisdicción los siguientes Centros poblados:
- Anacleto García
- San Andrés
- Sierra de La Cañada
- Sierra del Gramal

## Historia
La vida del caserío se inició en 1811 cuando don Juan José Mesa donó los terrenos necesarios, en su finca “Matarredonda” para el asentamiento que se llamó como la hacienda. En 1835, al ser elegido en distrito parroquial, se le dio el nombre de la Unión, el cual conservó hasta 1925 cuando fue elevado a la categoría de municipio con el nombre de Tello.
Dentro de su historia se destaca la época del bipartidismo político entre liberales y conservadores del año 1848 con monumentales eventos olvidados como la quemazón del centro poblado de San Andrés en 1950 y los centenares de homicidios en el aún existente lugar El puente de Los Decapitados la que en su tiempo era apenas una batea empedrada que atravesaba una quebrada que estaba al paso para llegar a Neiva donde fueron fusilados, degollados, decapitados y colgados más de 500 habitantes en su mayoría varones que pudieran estar en edad de votar o combatir, para evitar su incorporación en las crecientes guerrillas colombianas de la época, los cuerpos eran descuartizados a manos de los godos (conservadores) y colocadas las partes seguidas incrustadas en la arena a orilla del camino para recordar a los Liberales el poder que tenía el partido conservador en el Municipio de Tello en ese entonces; otras memorias de la desmoronada historia de una de las plazas rojas del Huila del año 1950 se encuentra recopilada en la obra literaria La Carnicería escrita en el año 2010.

## Geografía

### Límites municipales
Tello está delimitado por los siguientes municipios siendo su parte suroriental con Caquetá:
| Noroeste: Villavieja         | Norte: Baraya | Nordeste: Baraya                           |
| Oeste: Neiva (Río Magdalena) |               | Este: Baraya                               |
| Suroeste: Neiva              | Sur: Neiva    | Sureste: San Vicente del Caguán ( Caquetá) |

## Himno
El Himno a Tello está formado por un coro y siete estrofas.
Sus autores son: Delia Camacho y Álvaro Velásquez.
| CORO Es mi Tello portal en el norte De mi Huila ¡Oh tierra de amor! Un encanto de bellos parajes Que te brinda con paz y candor. I Con tu bella y hermosa capilla Naciste a la vida llamándote Unión; Juan José que sembró la semilla Del pueblo que amamos con gran devoción II Dando honores a un prócer genial, Tomo su apellido por nombre oficial; Tello es nuestra fuente ancestral, Gente que ha luchado por la libertad. III Dios bendice en el Huila a mi tierra, Bellos cerros y verdes colinas; Pasa un río que baña las vegas, Es el Villavieja que al hombre da fe. |  | IV Gente buena, alegre y cordial Trabaja en el campo buscando la paz, San Andrés, el Cedral y García Con las Sierras brindan un mundo feraz. V Tu paisaje de gran colorido, Inmensas llanuras repletas de sol, Azahar de cafetos floridos, ¡Benditas cosechas! Gracias al creador. VI Tus artistas con gran maestría Laborando chápalo y guadua a primor Son los magos de la artesanía Con manos de oro y con mucho amor. VII Jubilosos alegres cantemos Henchidos de gloria nuestro corazón Orgullosos tus hijos estamos De tu noble estirpe y regio blasón. |  |  |

## Personajes
El escritor y científico David Campos trabajó durante 2007 en Tello, y le dedicó al municipio y su gente varios de sus poemas.
Beato Gaspar Páez Perdomo Nacido en Tello Huila, el 15 de junio de 1913. A media cuadra del parque principal, hacía el oriente, en una casa hecha en bareque y paja; hijo de don Félix Páez y María Perdomo, conocida como misía María. don Félix era cantor en la Iglesia. En Tello contrajo matrimonio con misía María Perdomo; sus hijos fueron. Siervo de Dios /1899), Luisa Beltrán (1901), Daniel aquilino (1904), Jesús (1906), Lino María (1908), Félix Isidoro (1911) Luis Modesto (1913) Josefina (1916) José del Carmen (1918)  y Bárbara (1920).

## Servicios públicos
- Energía Eléctrica: Electrohuila, es la empresa prestadora del servicio de energía eléctrica.
- Gas Natural: Alcanos de Colombia, es la empresa distribuidora y comercializadora de gas natural en el municipio.